# Valon Behrami
Valon Behrami (Titova Mitrovica, IRFS ugoslàvia, 19 d'abril de 1985) és un futbolista suís que actualment juga d'extrem o lateral a l'Udinese Calcio de la Serie A i per la selecció de Suïssa des del 2005.